# Ставок із степовими ділянками, охоронна зона 30 м
Ставок із степовими ділянками (охоронна зона 30 м) — ландшафтний заказник місцевого значення. Об'єкт розташований на території Новомиколаївського району Запорізької області, на землях Терсянської сільської ради, біля поля №5.
Площа — 69,2 га, статус отриманий у 1992 році.